# یوگنی پنایف
یوگنی پنایف (روسی: Евгений Иванович Пеняев؛ زادهٔ ۱۶ may ۱۹۴۲ (۸۳ سال)) ورزشکار اهل روسیه است.
وی در مسابقات کشوری و بین‌المللی در مجموع برندهٔ ۱ مدال برنز شده‌است.